# Leon Taylor
Leon Roy Taylor (Sheffield, 1977. november 2. –) olimpiai ezüstérmes brit műugró.

## Élete
Hiperaktív kisfiú volt, szülei unszolására energiáját a sportban vezette le. Kétévesen kezdett el tornázni és úszni, nyolcévesen pedig áttért a műugrásra. Három évvel később már megnyerte a 12 éven aluliak bajnokságát.
18 éves volt amikor először vett részt olimpián (Atlanta, 1996), majd követte még kettő. Atlantában, a férfi egyéni 10 méteres toronyugrás versenyszámában a 18. helyen végzett. Négy évvel később, Sydney-ben egyéni torony mellett szinkron toronyugrásban is indul (Peter Waterfielddel). Előbbiben a tizenharmadik, utóbbiban a negyedik lett. Számára a sikert a 2004-es athéni olimpia hozta meg, Waterfielddel a férfiak 10 méteres szinkronműugró számának döntőjében ezüstérmet szerzett. Ugyanitt az egyéni toronyugrás döntőjében a 6. helyen zárt.
Kuala Lumpurban, az 1998-as nemzetközösségi játékokon – Anglia színeiben – bronzérmes lett egyéni toronyugrásban, majd 2002-ben – vállműtétjéből felépülve – a manchesteri nemzetközösségi játékokon a dobogó második fokára állhatott fel.
2008 elején – sérüléseire hivatkozva – bejelentette visszavonulását.